# Мацес
Мацес (самоназва), майоруна (ісп. Mayoruna) — індіанський народ групи пано, що живе на північному заході Бразилії і північному сході Перу. Живуть в басейні річки Жаварі, притоки Амазонки. Розмовляють мовою мацес. Поширені також іспанська та португальська мови. Дотримуються традиційних вірувань.

## Назви
- мацес - самоназва.
- майоруна, максуруна, максірона: на мові кечуа означає "річкові люди".
- барбудо - з іспанської "бородатий" - за звичаєм вставляти в нижню губу ряд довгих трісок, що нагадують бороду.

## Історія
Перші контакти з іспанцями, в основному з місіонерами, відбулися в середині 16 століття. Мацес тривалий час ворогували з офіційною владою Перу, справа доходила до збройного протистояння. Потепління у стосунках настало починаючи з 1969 року завдяки місіонерам під егідою організації SIL International. Ден Джеймс Пентон та Бйорн Свенсон написали статтю у журналі "Native Planet Journal" під назвою  "Matsés First Contact: The End of Isolation" (Перший контакт мацес: кінець ізоляції). Зараз відносини між народом мацес та урядом Перу мирні.

## Спосіб життя
Живуть в болотистих лісах далеко від річок. Займаються збиральництвом, полюванням і ручним підсічно-вогневим землеробством (кукурудза, маніок, банани). Основна зброя - духова трубка (поширилася, очевидно, в 20 столітті) і лук зі стрілами. Розвинене примітивне ткацтво з дикого бавовнику на маленькому верстаті, плетіння кошиків з пальмового листя.
Традиційне поселення великої родини складається з 3-4 хатин для нуклеарних сімей. Поширені двосхилі навіси, які спираються на стовпи. Родина патрилінійна.
Одяг складається з пов'язки на стегнах або фартуха. Поширене татуювання і розфарбовування тіла; раніше носили намиста з мавпячих зубів, прикрашали волосся, ніс, вуха і губи пір'ям, паличками і раковинами; чоловіки виголювали волосся на тімені.
Відомі музичні інструменти з раковин і бамбука. Традиційна релігія і міфологія вивчені погано.